# Aglaonema vittatum
Aglaonema vittatum är en kallaväxtart som beskrevs av Henry Nicholas Ridley och Adolf Engler. Aglaonema vittatum ingår i släktet Aglaonema och familjen kallaväxter. Inga underarter finns listade.